# Comput ecclésiastique
Le comput (du latin computus, « calcul ») ou comput ecclésiastique est le calcul des éléments calendaires utilisés par les Églises chrétiennes (avec entre elles certaines différences). Ces éléments calendaires sont :
- l'indiction romaine : c'est un mode de notation des années imposé par Constantin, repris par Charlemagne, pour rendre valides les actes juridiques et continué par l'Église catholique pour les documents ecclésiastiques, en particulier pour les bulles pontificales ; son usage est presque abandonné ;
- la date de Pâques qui constitue le cœur du calendrier ecclésiastique.

La définition de la date de la Pâque chrétienne fait référence à la phase de la Lune. Les cycles lunaires sont irréguliers. Aussi le comput utilise une Lune fictive, dite Lune du comput, ou Lune ecclésiastique ou encore Lune de Méton.
Le comput de la date de Pâques diffère selon que les Églises reconnaissent le calendrier grégorien, le calendrier julien ou le calendrier julien révisé.

## Les éléments du comput ecclésiastique

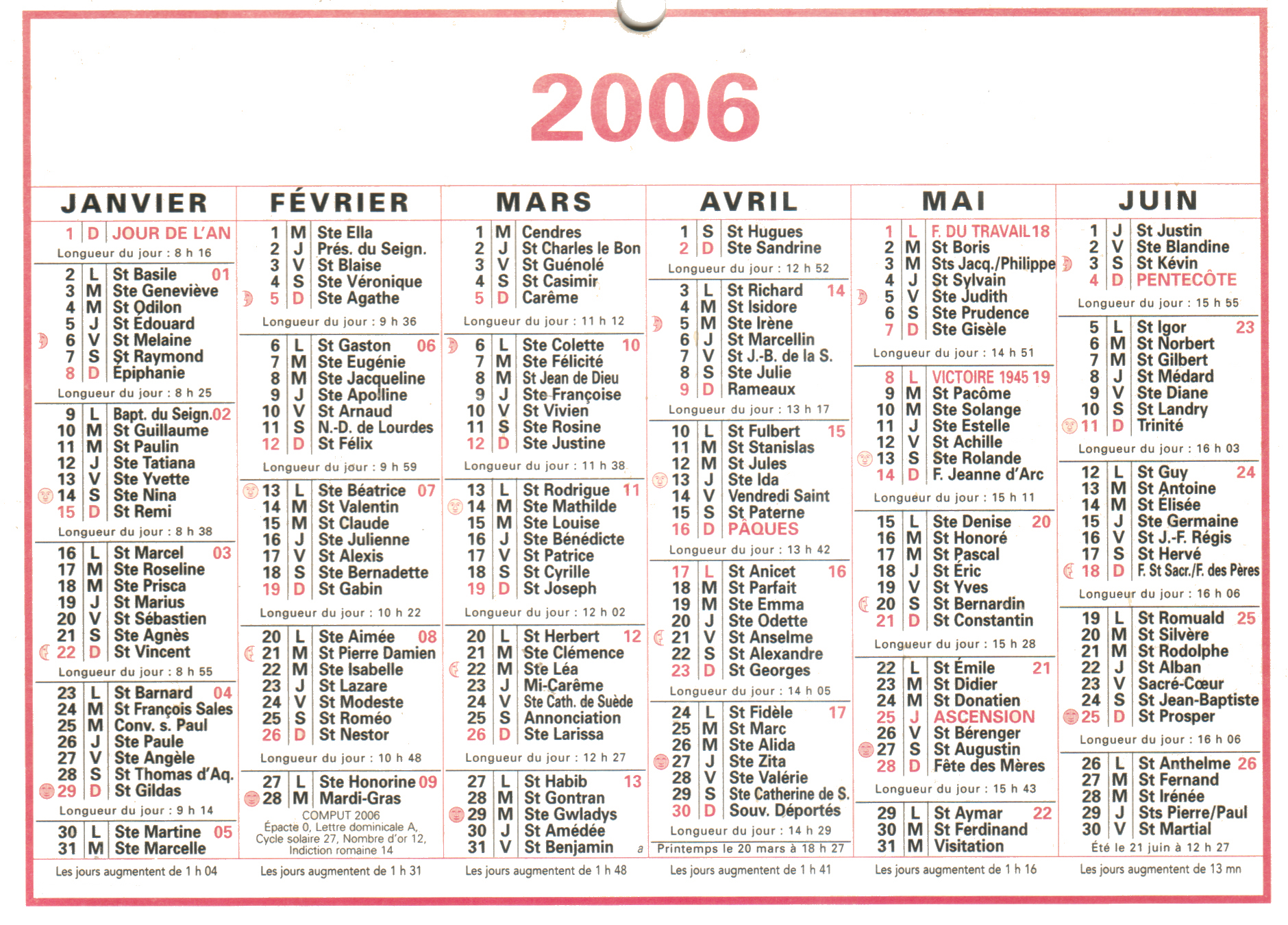
Dans ce calendrier de l’année 2006 les éléments du comput figurent sous le mois de février.

Sur les calendriers (grégoriens) on voit encore figurer fréquemment, au bas du mois de février, les éléments du comput :
- Épacte (0 en 2006, dans l'exemple ci-contre) ;
- Lettre dominicale (A en 2006) ;
- Cycle solaire (27 en 2006) ;
- Nombre d'or (12 en 2006) ;
- Indiction romaine (14 en 2006) ;

L'épacte, la lettre dominicale, le cycle solaire et le nombre d'or sont quatre paramètres qui permettent le calcul de la date de Pâques selon un schéma de calcul établi depuis le VIe siècle par Denys le Petit.
L'indiction romaine donne le numéro de l'année dans le cycle d'indiction de quinze ans en cours.

## L'indiction romaine
L'indiction romaine est un cycle de quinze ans, numérotés de 1 à 15, ayant d'abord commencé le 1er septembre 312 (style grec : Indictio Graeca, Indictio Constantinopolitana, toujours en cours dans les Églises orthodoxes), puis, dès le pape Grégoire VIII, rétroactivement le 1er janvier 313 (style romain : Indictio Romana, Indictio Pontificia ou Indiction du Nouvel An en vigueur dans l'Église catholique romaine). La datation par indiction consiste à indiquer l'année courante dans le cycle de l'indiction romaine en cours. Les premières indictions romaines commencent ainsi en 313, 328, 343, 358, etc. Dans les années présentes, les cycles d'indiction romaine commencent en 1993, 2008, 2023, 2038. Comme attendu, on lit dans le calendrier en illustration que l'indiction pour 2006 est 14, soit la quatorzième année dans le cycle qui a commencé en 1993.

## La date de la fête chrétienne de Pâques
La date de Pâques est mobile : bien qu'elle soit totalement déterminée par le calcul, celui-ci est si complexe que cette date varie d'une façon apparemment aléatoire d'une année à l'autre. De nombreuses fêtes religieuses chrétiennes sont liées à la date de Pâques par un écart de temps fixe. Ces fêtes sont donc mobiles sur le calendrier civil au même titre que la date de Pâques.

### Définition de la date de Pâques
Le concile de Nicée, réuni en 325 par l'empereur Constantin Ier a défini ainsi la date de Pâques :
Pâques est célébré le dimanche qui suit le quatorzième jour de la lune qui atteint cet âge au 21 mars ou immédiatement après.
Cette définition doit être assortie de quelques précisions :
- la date du 21 mars est fixe et ne dépend pas de l'équinoxe de printemps (lequel peut tomber, selon les années, le 19, le 20 ou le 21 mars) ;
- le quatorzième jour de la lune signifie le quatorzième jour compté à partir de la nouvelle lune pascale y compris celle-ci ;
- la lune pascale est une lune fictive qui approche assez bien les phases de la lune réelle. Elle est calculée à l'aide du cycle de Méton qui établit qu'il y a 235 mois lunaires (lunaisons) en 19 années tropiques (années du cycle des saisons) ; avec un décalage d'un jour tous les 218 ans.

### Calcul de la date de Pâques
Le calcul de la date de Pâques a fait l'objet de nombreuses études à toutes les époques.
En 463, le pape Hilaire approuve le cycle pascal déterminé par Victorius d'Aquitaine, adopté en Gaule au concile d'Orléans de 541. En 525, le moine byzantin Denys le Petit établit le cycle pascal adopté par la suite par l'ensemble des Églises et encore en usage aujourd'hui pour le calendrier julien. Le cycle pascal en calendrier grégorien est une adaptation, assez complexe, de la méthode de Denys le Petit, établie par les astronomes de Grégoire XIII, dont Christophorus Clavius.
En 1800, Gauss publie un algorithme pour le calendrier grégorien, utilisant seulement les quotients et les restes de divisions entières. Toutefois, sa méthode ne prend pas en compte certaines exceptions touchant au calcul de l'épacte grégorienne et donne des résultats erronés dans plusieurs cas (voir Calcul de la date de Pâques selon la méthode de Gauss). En 1877, S. Butcher publie The ecclesiastical calendar avec une méthode générale et exacte du calcul de la date de Pâques pour le calendrier grégorien ; complétée par la méthode de Delambre pour le calendrier julien, elles forment l'algorithme de Delambre-Butcher, la plus simple des méthodes parfaitement exactes connues à ce jour. Diffusé par Jean Meeus, cet algorithme est aussi connu sous le nom d'algorithme de Meeus. Il existe d'autres méthodes, parfois un peu plus simples, mais qui ne sont valides que sur une période limitée ou souffrent d'exceptions (algorithme de O'Beirne, algorithme de Oudin-Tondering, etc.)

### Articles liés
- Indiction
- Calcul de la date de Pâques
- Épacte
- Nombre d'or
- Cycle solaire
- Comput byzantin
- Comput de Klinghammer
- Calendrier liturgique catholique, qui regroupe toutes les fêtes et le calendrier complet
- Calendrier liturgique orthodoxe